# Metropolia di Eno

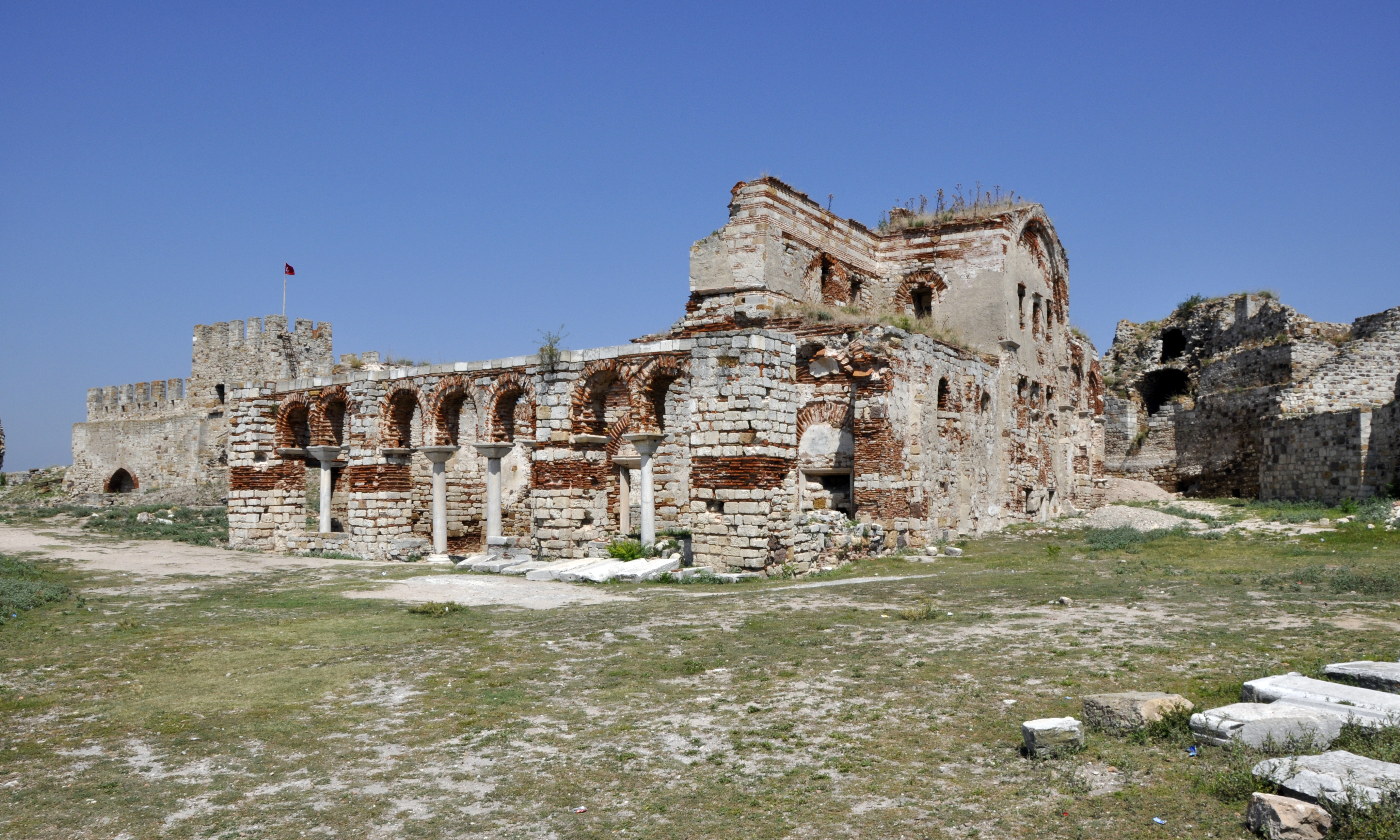
Ruderi della chiesa bizantina di Aghia Sophia di Eno.

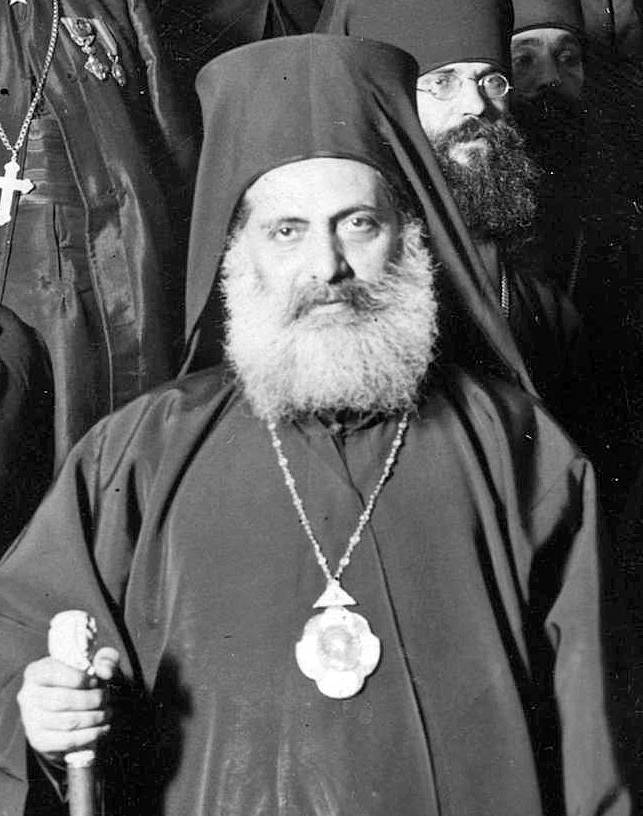
Gioacchino, ultimo metropolita residente di Eno.

La metropolia di Eno è una sede soppressa del patriarcato di Costantinopoli (in greco Μητρόπολις Αίνου?, Mitrópolis Aínou).

## Storia
Eno, corrispondente alla città turca di Enez, è un'antica sede arcivescovile autocefala della provincia romana di Rodope nella diocesi civile di Tracia e nel patriarcato di Costantinopoli.
Inizialmente suffraganea dell'arcidiocesi di Traianopoli, Eno divenne una sede autocefala tra il 527 e il 565 e come tale è documentata dalla Notitia Episcopatuum dello pseudo-Epifanio (circa 640), dove è elencata al 30º posto tra le arcidiocesi autocefali del patriarcato di Costantinopoli. Agli inizi dell'XI secolo fu elevata al rango di sede metropolitana, ed è attestata dalle Notitiae Episcopatuum fino a XV secolo.
Tra i vescovi di Eno del primo millennio sono noti i seguenti: Olimpio, che fu cacciato dalla sua sede dagli ariani; Macario, che prese parte al concilio di Calcedonia nel 451; Paolo, che assistette a quello di Costantinopoli del 553; Giorgio, che fu tra i padri nel concilio in Trullo del 692; Giovanni, che presenziò al Concilio di Costantinopoli dell'879-880 che riabilitò il patriarca Fozio. La scoperta dei sigilli episcopali hanno trasmesso i nomi di altri tre prelati: due Giovanni, il primo dei quali potrebbe essere lo stesso dell'879, il secondo vissuto tra il X e l'XI secolo; e l'arcivescovo Michele, il cui sigillo è datato anch'esso tra X e XI secolo.
Nel 1885 la metropolia di Eno si ampliò con la città e il territorio di Alessandropoli, dove, poco dopo, i metropoliti trasferirono la loro sede.
La metropolia di Eno era ancora esistente all'inizio del XX secolo, ma fu soppressa in seguito agli accordi del trattato di Losanna del 1923 che impose obbligatoriamente lo scambio delle popolazioni tra Grecia e Turchia. La parte della metropolia rimasta in territorio greco dette origine alla metropolia di Alessandropoli.
Il titolo di metropolita di Eno è ancora assegnato dal patriarcato di Costantinopoli, ma è un semplice titolo vescovile non residenziale.

## Cronotassi

### Periodo romano e bizantino
- Olimpio † (prima del 325 - dopo il 365)
- Macario † (menzionato nel 451)
- Paolo † (menzionato nel 553)
- Giorgio † (menzionato nel 692)[4]
- Giovanni I † (VIII-IX secolo)[5]
- Adriano † (VIII-IX secolo)[6]
- Giovanni II † (menzionato nell'879)
- Michele I † (X-XI secolo)[7]
- Giovanni III † (prima del 1030 - dopo il 1038)[8]
- Michele II † (menzionato nel 1094)[9]
- Partenio ?[9] † (menzionato nel 1096)
- Anonimo † (menzionato nel 1158)
- Anonimo † (menzionato nel 1164)
- Giovanni IV † (menzionato nel 1166 circa)
- Anonimo † (menzionato nel 1170)
- Anonimo † (menzionato nel 1192)
- Giorgio † (1250 - 1260)
- Basilio † (1260 - ?)
- Michele III † (prima del 1285[10] - dopo il 1292)
- Arsenio † (menzionato nel 1315)
- Teodoro † (menzionato nel 1329)
- Daniele † (prima del 1350 - dopo il 1353)
- Dionisio † (1369 - ?)
- Marco † (menzionato nel 1381 e 1382)
- Atanasio † (menzionato nel 1393)
- Anonimo † (menzionato nel 1395)
- Anonimo † (menzionato nel 1400)
- Atanasio † (menzionato nel 1425)

### Periodo ottomano e turco
- Doroteo † (menzionato nel 1476)
- Nifone † (menzionato nel 1484)
- Daniele †
- Isidoro † (menzionato nel 1567)
- Matteo † (prima del 1575 - dopo il 1583)
- Pacomio † (prima del 1590 - 1601)
- Partenio † (28 febbraio 1601 - 1602 deceduto)
- Melezio † (28 marzo 1602 - 1611)
- Daniele † (? - 1622)
- Gregorio † (1622)
- Partenio † (1622 - 1624)
- Ignazio † (1624)
- Antonio † (menzionato nel 1626)
- Partenio † (prima del 1630 - marzo 1652)
- Niceforo † (marzo 1652 - 1654)
- Macario † (1654 - 1658)
- Niceforo † (1659)
- Gedeone † (prima del 1672 - dopo il 1704)
- Geremia † (inizio del XVIII secolo)
- Gioacchino † (menzionato nel 1708)
- Neofito † (menzionato nel 1713)
- Daniele † (menzionato nel 1716)
- Neofito † (menzionato nel 1713)
- Geremia † (menzionato nel 1721)
- Gioacchino † (menzionato nel 1727)
- Metodio † (prima del 1725 - dopo il 1748)
- Timoteo † (gennaio 1760 - luglio 1772 deceduto)
- Dionisio † (luglio 1772 - 1807 deceduto)
- Matteo Megalos † (febbraio 1807 - giugno 1821 eletto metropolita di Salonicco)
- Gregorio † (giugno 1821 - maggio 1831 sospeso)[11]
- Cirillo † (maggio 1831 - marzo 1847 eletto metropolita di Amasea)[12]
- Sofronio † (7 marzo 1847 - 24 agosto 1850 eletto metropolita di Creta)
- Ignazio † (25 agosto 1850 - 8 febbraio 1851 eletto metropolita di Kassandra)
- Sofronio † (febbraio 1851 - 1855 deceduto) (per la seconda volta)
- Gabriele † (11 luglio 1855 - 17 luglio 1867 deceduto)
- Melezio † (24 agosto 1867 - 3 aprile 1872 dimesso)
- Melezio Kavasilas † (3 aprile 1872 - 12 marzo 1873 eletto metropolita di Kitros)
- Doroteo † (12 marzo 1873 - 1877 ?)
- Antimo Tsatsos † (11 ottobre 1877 - 15 ottobre 1888 eletto metropolita di Anchialo)
- Luca Petridis † (15 ottobre 1888 - 22 maggio 1899 eletto metropolita di Dryinoupolis)
- Germano Theotokas † (22 maggio 1899 - 8 agosto 1903 eletto metropolita di Lero)
- Leonzio Eleftheriadis † (8 agosto 1903 - 27 gennaio 1907 sospeso)
- Gioacchino Georgiadis † (27 gennaio 1907 - 20 dicembre 1923 eletto metropolita di Calcedonia)
- Germano Garofallidis † (3 settembre 1936 - 22 gennaio 1962 deceduto)
- Apostolo Papaioannou † (13 febbraio 1975 - 28 novembre 1977 deceduto)
- Massimo Agiorgousis † (24 novembre 1997 - 20 dicembre 2002 eletto metropolita di Pittsburgh)